# Beatriz Actis
Beatriz Actis (Sunchales, 10 de octubre de 1961) es una escritora argentina, egresada de la carrera de Letras de la Universidad Nacional del Litoral, editora y especialista en promoción de la lectura y enseñanza de la literatura. Ha escrito más de veinte libros de literatura para adultos y para niños, además de títulos de educación. Ha publicado en Argentina, México y España

## Trayectoria
Como especialista en el campo de la literatura para niños y jóvenes, da cursos de capacitación en promoción de la lectura destinados a equipos directivos, docentes y bibliotecarios en Argentina y el resto de Latinoamérica (Panamá, El Salvador, República Dominicana, Colombia, Venezuela).
Formó parte del «Plan Nacional de Lectura - Programa de Escritores», dependiente del Ministerio de Educación de la Nación. Fue becaria del Fondo Nacional de las Artes.
Dentro del campo editorial, dirige en Homo Sapiens Ediciones las colecciones de literatura para niños «La Flor de la Canela» y «Mitos y leyendas», y la colección de Educación «Leer y escribir más».
Realizó la selección literaria de los libros de texto Vuelapalabras 1, 2 y 3, de Editorial Aique.
Cuentos para niños de su autoría están incluidos en libros de texto de la editoriales Santillana, Macmillan - Puerto de Palos y Estrada, SM, Estación Mandioca, Aique, Tinta Fresca, entre otras.
Su cuento Fábula fue adaptado teatralmente por Claudio Hochman y estrenado en España por la compañía teatral Teloncillo.
Uno de sus cuentos integra la Antología de literatura para niños y jóvenes presentada por Argentina como país invitado en la Feria del Libro de Fráncfort (en 2010).
Ha integrado el Comité Académico de la Maestría en Literatura para Niños (de la Universidad Nacional de Rosario) y diversos postítulos, entre ellos los organizados a nivel nacional por CTERA (Confederación de Trabajadores de la Educación de la República Argentina). Integró el proyecto y fue coautora del material para docentes La literatura en el nivel inicial (publicado por el Ministerio de Educación de la Provincia de Santa Fe).
Ha ejercido el periodismo cultural en el diario El Litoral (Santa Fe) y La Capital (Rosario). Actualmente escribe contratapas para el diario Rosario/12 (extensión del diario porteño Página/12).

## Obra

### Literatura para adultos
- Los años fugitivos (novela, editorial Alción, 2012, finalista de los premios Emecé y Letra Sur)[7]
- Los poetas nocturnos (novela, Premio Fondo Nacional de las Artes, 2012)[7]
- Lisboa (cuentos, Premio Municipal de Rosario, 2011).
- Cruces cierran los campos (novela, premio Rejadorada, editorial Multiversa, Valladolid, España, 2006)[8]
- Todo lo que late (cuentos, Premio Municipal de Córdoba, 2005).
- Sin cuerpo no habrá crimen (poesía, Alción, 2004).
- Viajeros extraviados (cuentos, Premio Fondo Nacional de las Artes; Rosario: Bajo la Luna, 1999).

### Literatura para niños y jóvenes
- Nuestras historias (leyendas populares argentinas), Aique, 2015
- La oveja imaginaria (poesía), Abran cancha, 2014
- Extraño viaje hacia Frontera la Vieja y Lágrimas de Sirena (novelas), Quipu, 2013 y 2016
- Versión de Alicia en el país de las maravillas (Estrada - Macmillan, 2015)
- Versiones de las novelas de Julio Verne La vuelta al mundo en ochenta días, Viaje al centro de la Tierra, 20 mil leguas en viaje submarino, La isla misteriosa, Viaje en globo (Estación Mandioca, 2010 a 2015).
- Versiones de las novelas de Julio Verne La vuelta al mundo en ochenta días y Viaje al centro de la Tierra (Estación Mandioca, 2010 y 2013).
- Criaturas de los mundos perdidos (cuentos, Homo Sapiens, 2009). Incluido en: 300 libros iberoamericanos para niños y jóvenes. Plan Nacional de Lectura.[9]
- Historias de fantasmas, bichos y aventureros (cuentos, Homo Sapiens, Destacado de ALIJA 2005). Incluido en 300 libros recomendados para leer en las escuelas.[10]
- Para alegrar al cartero (cuentos, Macmillan - Cántaro, 2004).
- Alrededor de las fogatas (novela, Premio Colección La Movida, Colihue, 1999).

### Antologías

#### Como editora
- Compiladora de: Lectura, escritura y formación docente (Homo Sapiens - Colección leer y escribir +, 2015)
- Prólogo y selección de artículos: Escuelas día a día (Homo Sapiens, 2012).
- Selección: Héroes y casi héroes (Aique, colección Latramaquetrama, 2011).
- Prólogo, selección y notas: Amor más allá de la muerte. Poesía amorosa de Quevedo y Que muero porque no muero. Poesía mística (Ameghino, 1999).
- Prólogo, notas y propuestas didácticas: Canek y El diario de Ana Frank (México: Enlace, 2004).

#### Como autora
- Antología de narrativa argentina. Siglo XXI (Gobierno de la Ciudad Autónoma de Buenos Aires, 2006)[11]
- El falso Bleckmann (San Sebastián, España) Bermingham Editorial, 2006. Cuento ganador Certamen Iparragirre Saria
- Ellas también cuentan (Madrid, Torremozas, 2003. Cuentos ganadores Certamen Ana María Matute).
- Letras de mujer (México: Fondo de Cultura Económica, 1998. Cuentos ganadores Certamen Centro Flora Tristán).

### Educación
- Lecturas, familias y escuelas (Rosario: Homo Sapiens, 2008).
- Cómo promover la lectura (Longseller, 2006).
- Cómo elaborar proyectos institucionales de lectura (Rosario: Homo Sapiens, 2005).
- ¿Qué, cómo y para qué leer? (coedición Rosario: Homo Sapiens - Sevilla (España): Eduforma MAD, 2002).